# Robbery Blues
Robbery Blues je debutové album české kapely The Fellas (dříve Goodfellas). Album vyšlo v březnu roku 2011 pod hlavičkou labelu Indies MG Miloše Grubera. Producentem desky je Chris DiBeneditto, který žije v Kalifornii v USA a proslavil se prací s projekty G.Love & Special Sauce, Jack Johnson, Ozomatli, Slightly Stoopid a dalších. The Fellas (tehdy jako Goodfellas) kontaktovali Chrisovu přítelkyni Charline Casarino na facebooku a ona, nadšená z jejich muziky přesvědčila svého muže a známého producenta, aby The Fellas natočil jejich historicky první dlouhohrající desku.  Album vyšlo v Čechách pod Indies MG a po velkém úspěchu i v Rakousku, Německu a Švýcarsku pod labelem Páté Records a celosvětovou distribuční sítí Rough Trade. V České republice vyšlo na desce 12 písní a do evropského vydání kapela připojila další 3 písně Supersmooth, Girl Like You a Wasted. Album si hned po vydání vysloužilo řadu pochvalných recenzí v tisku a ocenila jej také česká Akademie populární hudby, když se deska "Robbery Blues" stala objevem roku v hudebních cenách Anděl 2011.
Z alba dosud vyšly singly Bobby Long, Girl Like You a později Supersmooth a My Only Enemy. 

## Obsazení
Tom Anděl – hudebník

Jonny Anděl – hudebník

Jamie Anděl – hudebník

Edai – hudebník

Horace – hudebník

Chris DiBeneditto – producent

Samuel Pospíšil – mix

Honza Horáček – producent, mix

Honza Horáček – mastering
Jean-Pierre Mathieau – producent, mix

## Seznam skladeb
1. Bobby Long - 3:26
2. Car Check - 3:28
3. Girl Like You - 3:56
4. Mighty Real - 4:14
5. Tiptoe In The Mess - 3:23
6. Robbery Blues - 3:56
7. Smooth End Of The World - 3:31
8. Mornings - 4:15
9. Together - 4:28
10. Kiss Away - 4:52
11. Rather Happy Than Right - 4:45
12. Where Am I - 3:12

Později přibyly písně:
- My Only Enemy (pouze na evropském vydání pod Rough Trade) - 3:08
- Supersmooth (pouze na evropském vydání pod Rough Trade) - 3:33
- Wasted (pouze na evropském vydání Rough Trade) - 3:52